# Kasper Kurland
Kasper Kurland (født 29. april 1978) er en dansk fodboldtræner, der er cheftræner for FC Nordsjælland's U19 trup.
Han er en rigtig klubmand, der har været medlem af Akademisk Boldklub siden han var fem år.
Kurland blev i 2010 forfremmet til cheftræner i Akademisk Boldklub, hvor han tidligere var U19-træner. Efter en dårlig start på sæsonen 2012/13 med én uafgjort kamp og tre nederlag, blev Kurland fyret den 13. august 2012.

## Klubber som spiller
- Akademisk Boldklub U-19
- Jødisk Idrætsforering Hakoah

## Klubber som træner
- 2007-2008 : New York Red Bulls (ungdomstræner)
- 2008-2008 : Akademisk Boldklub U-17
- 2008-2010 : Akademisk Boldklub U-19
- 2010-2012 : Akademisk Boldklub
- 2013- : FC Nordsjælland U-17